# George Radanovich
George Purdy Radanovich (Mariposa, 20 giugno 1955) è un politico statunitense, membro della Camera dei Rappresentanti per lo stato della California dal 1995 al 2011.

## Biografia
Nato in una famiglia di origini croate, dopo il college Radanovich lavorò come imprenditore nel settore vinicolo.
Entrato in politica con il Partito Repubblicano, nel 1992 si candidò alla Camera dei Rappresentanti ma venne sconfitto nelle primarie. Due anni dopo riprovò a farsi eleggere e questa volta riuscì sia a vincere le primarie sia a sconfiggere il deputato democratico in carica Richard Lehman. Negli anni successivi venne rieletto per altri sette mandati, finché nel 2010 annunciò il suo ritiro e abbandonò il Congresso dopo sedici anni.
Ideologicamente, durante la sua permanenza alla Camera, Radanovich era considerato un repubblicano conservatore.